# О, мой призрак
„О, мой призрак“ (на корейски: 오 나의 귀신님; на английски: Oh My Ghost) е южнокорейски сериал, който се излъчва от 3 юли до 22 август 2015 г. по tvN.

## Актьори
- Пак Бо-йон – На Бонг-сун
- Чо Джонг-сук – Канг Сонг-у
- Им Джу-хуан – Че Сонг-дже
- Ким Съл-ги – Шин Сън-е